# Rosa Nordenskjöld
Rosa Margareta Nordenskjöld, född den 27 augusti 1890 på Virkvarn, Döderhults församling, Kalmar län, död 14 november 1950 i Engelbrekts församling, Stockholm, var en svensk målare och författare. 

## Biografi
Rosa Nordenskjöld studerade djurmåleri och landskap för Märta Améen, Alfred Bergström och Carl Wilhelmson samt 1909–1911 för Simon och Ménard i Paris. I Paris studerade hon även skulptur , där hon även skulpterade för Bourdelle, samt i München och Dachau. Hösten 1916 reste hon till Kanarieöarna, Hon drabbades där 1917 av solsting med en psykisk störning som följd.
Nordenskiölds målningar och teckningar av djur, framför allt hästar, uppbars av energi, grundlighet i studiet och skarp blick för djurens individualitet. Bland målningarna märks bland annat Hemlängtan (två hästar vid en gärdsgård), Vid havsstranden (naken kvinna bredvid en häst) och Tungt lass, Marche funèbre (motiv från Paris där gamla uttjänta hästar förs till slakthuset). 
Även större delen av hennes litterära produktion utgjordes av djurstudier. I bokform gav hon ut Hästar (1911), Ur hästarnas lif (1914) och Noaks ark (1917). Bland djur och människor på Kanarieöarna krigsåren 1916–1917 gavs ut 1918 av hennes anhöriga, och Dagrar och skuggor gavs ut 1922. Alla dessa böcker är illustrerade med karaktärsfulla djurteckningar.
Rosenskjölds levnadsöde har uppmärksammats 2020 i boken Djurmålare, skulptris och författare: Rosa Nordenskjölds konstnärskap och tragiska livsöde.

### Familj
Rosa Nordenskjöld var kusindotter till Carl Axel Nordenskjöld.

### Om Rosenskjöld
- 2020 – Wallenquist, Arend. Djurmålare, skulptris och författare: Rosa Nordenskjölds konstnärskap och tragiska livsöde. [Linköping]: DIBB förlag. Libris hvsgn8fxfx3wp8jq. ISBN 9789198478785